# A Pointe de la Hève apálykor
A Pointe de la Hève apálykor Claude Monet festménye, amely a Fort Worth-i Kimbell Art Museum gyűjteményének része.
Monet 1865-ben festette a képet Le Havre közelében, ahol felnőtt. Egyike volt annak a két tájképnek, amelyet a nagyközönség előtt még ismeretlen művész kiállított az 1865-ös párizsi szalonon. A látogatók közül többen Manet-nak olvasták Monet aláírását. Miután többen gratuláltak Manet-nak a festményért, a művész megkereste ifjabb kollégáját, és ezzel megkezdődött a nagy festők valaha volt egyik leggazdagabb párbeszéde.
Monet láthatóan Charles-François Daubigny azon tájképére reflektált, amelyet az 1864-es szalonon állított ki. Daubigny a képet a helyszínen, a műterem kínálta kényelmet és védelmet nélkülözve festette meg; ez az eljárás később az impresszionisták bevett gyakorlata lett. Monet 1865-ben még a hagyományos módon dolgozott: először festett a helyszínen egy kisebb, szállítható képet, majd annak alapján elkészítette a végső, nagyobb változatot párizsi műtermében. A képet 1968-ban vásárolta meg egy svájci gyűjteményből a Kimbell Art Museum.